# Полосин, Анатолий Фёдорович
Анато́лий Фёдорович Поло́син (30 августа 1935, Ташкент — 11 сентября 1997, Москва) — советский футболист, выступавший на позиции защитника; советский и российский футбольный тренер. Мастер спорта СССР (1978), заслуженный тренер Молдавской ССР (1984), заслуженный тренер Украинской ССР.

## Биография
Играл за дубль московского «Динамо», московский ГЦОЛИФК, «Шахтёр» (Караганда), «Металлург» (Темиртау), «Металлург» (Чимкент), «Цементник» (Семипалатинск).
Наиболее известен в качестве тренера. Шесть раз выводил свои команды в более высокую лигу, состоял в КПСС. Среди выходивших под его руководством команд были симферопольская «Таврия», одесский «Черноморец» и ярославский «Шинник».
Работал в 1980—1981 и 1986 годах с клубом «Таврия», провёл 120 матчей в лиге и 15 в Кубке СССР. В ноябре 1980 года вывел команду в Высшую лигу СССР: команда выиграла Первую лигу, победив 10 ноября хабаровский СКА у себя дома со счётом 3:0.
Был главным тренером сборной Индонезии, работал с командой в 1987—1991 годах.
Заслуженный тренер Украины и заслуженный тренер Молдавии. Открыл для большого футбола Валерия Карпина и Игоря Добровольского.
В начале 1995 года Анатолий Фёдорович возглавил тульский «Арсенал», проработав на посту главного тренера вплоть до 1 сентября. За всё время его работы тульский клуб сыграл 27 матчей, одержав 12 побед, потерпев 7 поражений и 8 раз сыграв вничью. В этих матчах игроками клуба были забиты 43 мяча и пропущены 32.
В 1996 году Полосин возглавил ярославский «Шинник», с которым вышел в Высшую лигу чемпионата России: в самый последний момент его команда, одержав очную победу над ижевским клубом «Газовик-Газпром», вытеснила его из призовой тройки и ворвалась туда, а в заключительном туре Первой лиги выиграла у «Нефтехимика» и оформила переход в Высшую лигу.
В розыгрыше чемпионата России 1997 года «Шинник» вёл борьбу за высокие места, позволявшие ему пробиться в еврокубки. До конца сезона Полосин так и не доработал, покинув клуб по состоянию здоровья и решив готовиться к операции на сердце. Его уход состоялся после 21-го тура чемпионата, когда клуб занимал 13-е место в турнирной таблице.
4 сентября 1997 года Анатолию Фёдоровичу сделали операцию в Московском институте трансплантологии, однако 11 сентября он скончался, не приходя в сознание.
14 сентября 1997 года все матчи Высшей лиги чемпионата России начались с минуты молчания в память об Анатолии Полосине. «Шинник» в итоге доиграл сезон чемпионата России 1997 года, заняв 4-е место и попав в Кубок Интертото.

## Стиль работы
По воспоминаниям вратаря Евгения Корнюхина, Анатолий Фёдорович уделял особое внимание физподготовке игроков. В 1997 году на сборе в Турции он не дал игрокам даже перекусить, отправив их на тренировку, которая проходила на стадионе примерно в 2,5 км от гостиницы. Игроки пробегали полтора часа, прежде чем тренер сказал им пешком возвращаться в гостиницу. Корнюхин утверждал, что Полосин наравне с другими участвовал в пробежке трусцой и прыгал вместе с другими игроками, несмотря на свой возраст. В 1980-е годы, во время работы в «Факеле» он организовал пробежку для игроков по лесу и бежал во главе группы футболистов. Игроки швырялись в Полосина шишками, но он не оборачивался, удивив даже начальника команды.
Говоря о дисциплине, Корнюхин утверждал, что Полосин «грамотно делал вид, что не замечает» нарушений режима и дисциплины. Он говорил, что на базе «Шинника» в Белкино террасу переоборудовали в курилку, а Полосин даже поставил банку под окурки, чтобы «базу не спалили».